# Mały Miłobądz
Mały Miłobądz – osada w Polsce położona w województwie pomorskim, w powiecie tczewskim, w gminie Tczew przy drodze krajowej nr 91.
Wieś jest częścią składową sołectwa Miłobądz. Nazwa wsi pochodzi od staropolskiego imienia męskiego Miłobąd.
Transport publiczny jest obsługiwany przez znajdujący się na obszarze wsi przystanek kolejowy Miłobądz na trasie linii kolejowej (Gdańsk-Tczew-Bydgoszcz).
W latach 1975–1998 miejscowość administracyjnie należała do województwa gdańskiego.

## Z kart historii
Pierwsze wzmianki o Miłobądzu pochodzą z roku 1250. W latach 1773–1918 Miłobądz podlegał administracji zaboru pruskiego. W 1919 powrócił do Polski stając się kolejową stacją celną na granicy z Wolnym Miastem Gdańskiem. Po wybuchu II wojny światowej znalazł się pod okupacją niemieckiej III Rzeszy. Wiosną 1945 roku został wyzwolony.